# 马洛杰利斯卡亚农村居民点
马洛杰利斯卡亚农村居民点（俄语：Малодельское сельское поселение）是俄罗斯联邦伏尔加格勒州弗罗洛沃区所属的一个农村居民点。其下辖有2个居民点，行政中心为马洛杰利斯卡亚。据2016年统计，该农村居民点的人口为1246人。